# Talca (tỉnh)
Tỉnh Talca là một tỉnh ở vùng VII Maule, Chile. Tỉnh lỵ là thành phố Talca. Tỉnh này có diện tích 9937,8 ki-lô-mét vuông, dân số theo điều tra dân số năm 2002 à 352.966 người.

## Các đô thị
- Talca
- San Clemente
- Pelarco
- Pencahue
- Maule
- San Rafael
- Curepto
- Constitución
- Empedrado
- Río Claro